# Wilfried David
Wilfried David (Brugge, 22 april 1946 – Wingene, 15 juni 2015) was een Belgisch wielrenner. Zijn carrière als profwielrenner duurde van 1968 tot 1976. Hij overleed op 69-jarige leeftijd samen met zijn vrouw bij een verkeersongeval in Wingene.

## Belangrijkste overwinningen.
1968
- 1e in de zevende etappe van Parijs-Nice
- 1e in het eindklassement van de Ronde van België

1972
- 1e in de zevende etappe van de Ronde van Zwitserland

1973
- 1e in de zesde etappe van de Dauphiné Libéré
- 1e in de vierde etappe, deel B, en het eindklassement van de Ronde van Romandië
- 1e in de vijftiende etappe Ronde van Frankrijk

1976
- 1e in de vijfde etappe van de Ronde van de Middellandse Zee

## Resultaten in voornaamste wedstrijden
| Jaar | Ronde van Italië | Ronde van Frankrijk | Ronde van Spanje |
| ---- | ---------------- | ------------------- | ---------------- |
| 1968 |                  | opgave              |                  |
| 1969 |                  | 27e                 |                  |
| 1970 |                  |                     |                  |
| 1971 |                  | opgave              | ↑ (1)            |
| 1972 |                  | 41e                 |                  |
| 1973 |                  | 74e (1)             |                  |
| 1974 |                  | opgave              |                  |
| 1975 |                  | opgave              |                  |

| Jaar | Milaan-San Remo | Gent-Wevelgem | Ronde van Vlaanderen | Parijs-Roubaix | Amstel Gold Race | Luik-Bast.‑Luik | Brabantse Pijl |  | Wereldranglijsten |
| ---- | --------------- | ------------- | -------------------- | -------------- | ---------------- | --------------- | -------------- |  | ----------------- |
| 1968 | 104e            |               |                      |                |                  | 40e             |                |  |                   |
| 1969 |                 |               |                      |                |                  |                 |                |  |                   |
| 1970 | 68e             |               |                      |                |                  |                 |                |  |                   |
| 1971 |                 |               |                      | 29e            |                  |                 |                |  | 21e (SPP)         |
| 1972 |                 |               | 23e                  |                |                  |                 |                |  |                   |
| 1973 |                 | 25e           |                      |                |                  | 22e             |                |  | 20e (SPP)         |
| 1974 |                 | 32e           | 25e                  |                | 24e              | -5e             | 5e             |  |                   |
| 1975 |                 |               | 24e                  |                |                  |                 |                |  | 72e (SPP)         |

## Fotogalerij

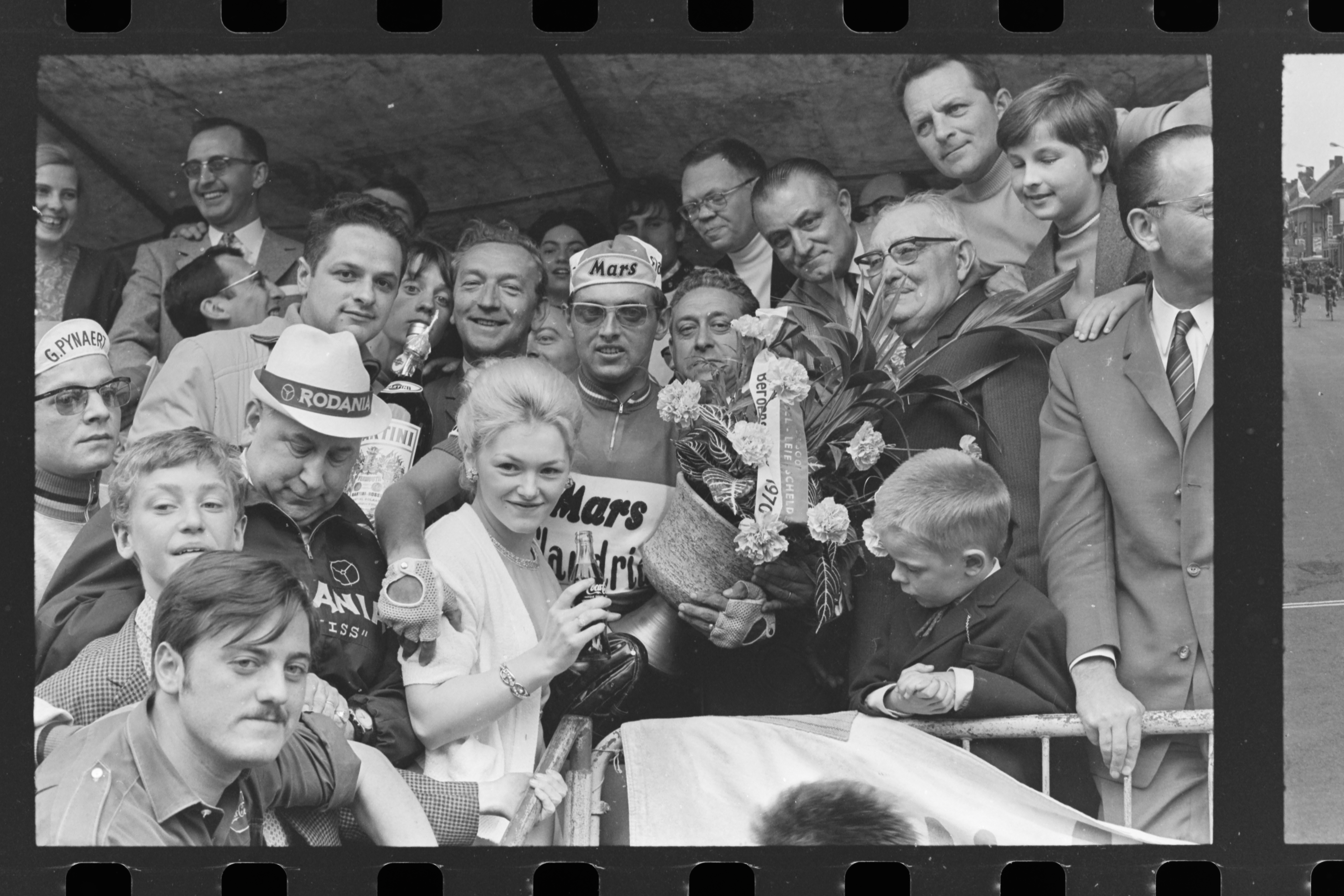
Wilfried David na zijn overwinning in de Omloop Mandel-Leie-Schelde 1970 in Meulebeke.
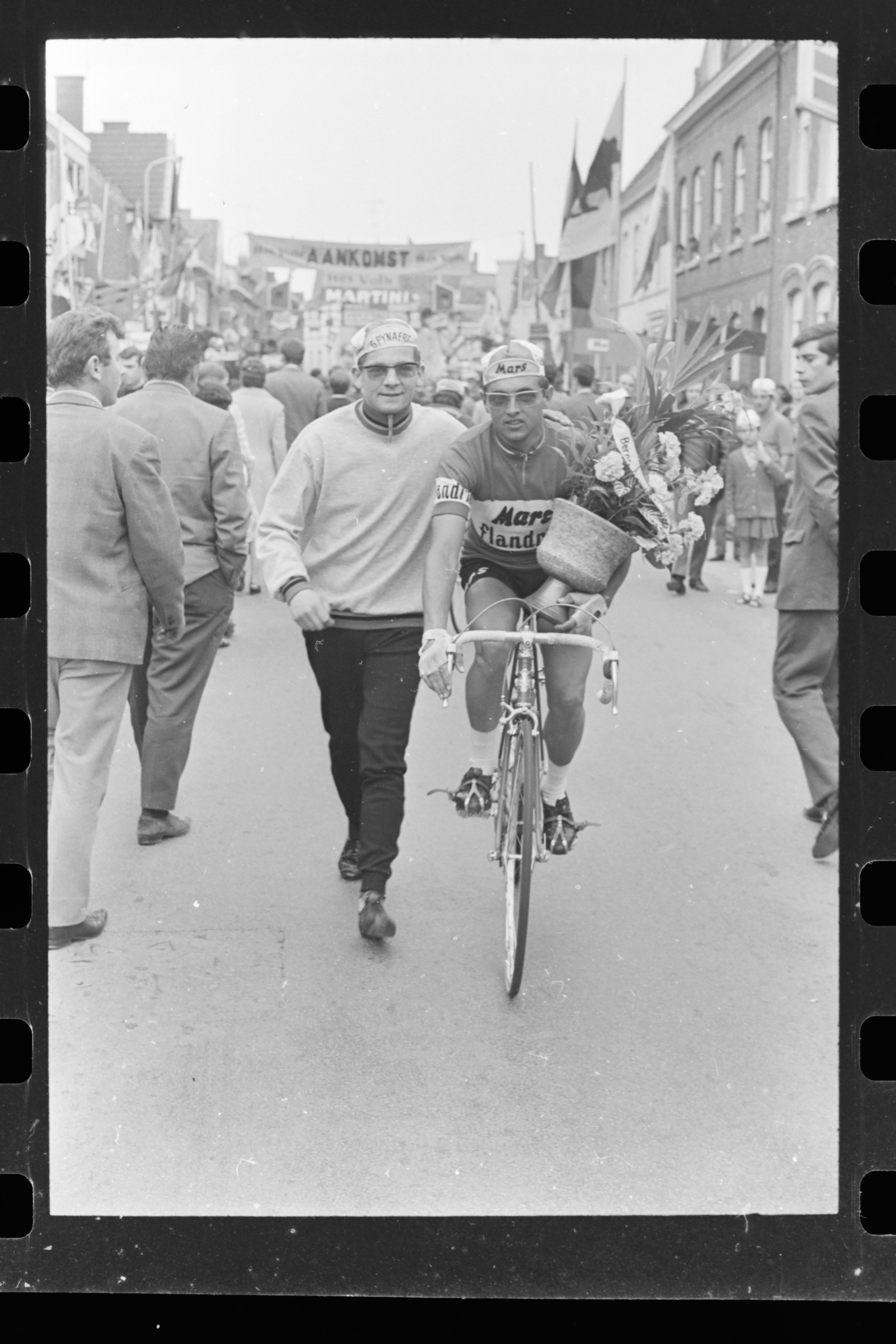
Wilfried David na zijn overwinning in de Omloop Mandel-Leie-Schelde 1970 in Meulebeke.

Wielerploegen van Wilfried David
Blockx ·
Callens (vanaf 13/08) ·
Capiau (vanaf 19/08) ·
Coppens ·
Cornet (vanaf 04/09) ·
Coulon (vanaf 04/12) ·
G. David ·
W. David ·
De Block (vanaf 29/05) ·
De Loof ·
De Marteleire ·
Demunster ·
Decan ·
Dedeckere ·
Delaere ·
Donie ·
Foré ·
Furnière ·
Geirland ·
Godefroot ·
Gosselin (vanaf 05/06) ·
Hellebuyck (vanaf 13/08) ·
Hemeryck (vanaf 25/07) ·
Holst (vanaf 09/08) ·
Houbrechts ·
Hutsebaut (vanaf 26/08) ·
Kegels ·
Leman ·
Maes ·
Mahieu (vanaf 27/03) ·
Messelis (vanaf 24/09) ·
Monteyne ·
Nassen ·
Rasson ·
Seeuws ·
Smissaert ·
Sohier ·
Van Audenaerde ·
Van Damme ·
Van de Vijver ·
Van Den Berghe ·
Van Espen ·
Vanclooster ·
Vandromme ·
Vanhoutte ·
Vrancken
Blockx ·
Bodart ·
Campadelli ·
Capiau ·
Clauwaert ·
Coppens ·
Corneillie ·
Coulon ·
Crapez (vanaf 24/09) ·
G. David ·
W. David ·
De Block ·
De Boever ·
De Loof ·
De Pauw ·
E. De Vlaeminck ·
R. De Vlaeminck (vanaf 02/03) ·
De Winter (tot 01/06) ·
Dedeckere ·
Donie ·
Furnière ·
Germain (vanaf 17/02) ·
Gilmore ·
Godefroot ·
Gorez ·
Gosselin ·
Hemeryck ·
Holst ·
Houbrechts ·
Hutsebaut ·
Jarolewski ·
Leman ·
Lievens (vanaf 29/09) ·
Mahieu ·
Messelis ·
Monseré ·
Monteyne ·
Nassen ·
Ongenae (vanaf 28/07) ·
Thoma ·
Van Damme ·
Van de Vijver ·
Van Den Bempt (vanaf 01/04) ·
Van Den Berghe (vanaf 31/03) ·
Van Espen ·
Van Parijs (vanaf 30/09) ·
Vanclooster ·
Vande Moortel ·
Vandromme ·
Vanhoutte ·
Zwaenepoel (vanaf 18/08)
Beugels ·
Blockx ·
Bodart ·
Bravenboer (vanaf 01/08) ·
Clauwaert ·
Corneillie ·
Coulon ·
G. David ·
W. David ·
De Boever ·
De Loof ·
E. De Vlaeminck ·
R. De Vlaeminck ·
Devos (vanaf 01/08) ·
Dierickx ·
Dubois ·
Hemeryck ·
Hutsebaut ·
Leman ·
van Leeuwen (vanaf 01/08) ·
Lievens ·
Loevesijn ·
Loysch (vanaf 01/08) ·
Mahieu ·
Mendes (vanaf 01/03) ·
Meyhi ·
Monseré  ·
Nassen ·
Ongenae ·
Silva (vanaf 01/03) ·
Staes (vanaf 01/09) ·
Van Damme ·
Van de Vijver · 

Van der Slagmolen (vanaf 01/08) ·
Vanmarcke (vanaf 01/08) ·
Verplancke (vanaf 01/08) ·
Zoet ·
Zoetemelk
Besnard ·
Bilsland ·
Bouloux ·
Bracke ·
Danguillaume ·
David ·
De Witte ·
Delisle ·
Dumont ·
Gay ·
Godefroot ·
Janbroers ·
Jourden ·
Julien ·
Maingon ·
Martelozzo ·
Mattioda ·
Mollet ·
Parenteau ·
Pingeon ·
Quesne ·
Rabaute ·
Raymond ·
Rouxel ·
Sadot · 
Thévenet ·
Tschan
Aigueparses ·
Besnard ·
Bilsland ·
Bouloux ·
Bracke ·
Danguillaume ·
David ·
De Witte ·
Delisle ·
Dumont ·
Esclassan ·
Godefroot ·
Janbroers ·
Jourden ·
Julien ·
Maingon ·
Martelozzo ·
Mattioda ·
Mollet ·
Ovion ·
Parenteau ·
Pingeon ·
Raymond ·
Rouxel ·
Sibille · 
Thévenet ·
Tschan
Coquery ·
Corbeau ·
Coroller ·
G. David ·
W. David ·
De Brauwere ·
De Muynck ·
De Witte ·
Dedeckere ·
Delcroix ·
Demeyer ·
Dierickx ·
Ducreux ·
Dury ·
Fontaine ·
Godefroot ·
Goossens ·
Legeay ·
Leveau ·
Maertens ·
Martens ·
Mendes ·
Misac ·
Molineris ·
Pollentier (vanaf 01/05) ·
Rébillard ·
Sanquer ·
Sersté ·
Van Damme ·
Van De Vijver ·
Van der Slagmolen ·
Van Lancker · 
Van Landeghem ·
Van Olmen ·
Vantyghem ·
Vanmarcke ·
Verplancke ·
Verschaeve (vanaf 01/06) ·
Wijckaert
Cael ·
Catteeuw (tot 30/06) ·
Cuyle (vanaf 09/08) ·
David ·
De Brauwere ·
De Witte ·
Dedeckere ·
Demedts ·
Demeyer ·
Fontaine ·
Godefroot ·
Goossens ·
Hendrickx (tot 30/06) ·
Jacques (vanaf 09/08) ·
Maertens ·
Martens ·
Pollentier ·
Van Damme ·
Van De Maele ·
Van De Vijver ·
Van Looy ·
Van Malderghem ·
Van Moer · 
Vanackere ·
Verplancke ·
Verschaeve
Ardouin ·
Cael ·
Coene ·
Cuyle ·
David ·
De Witte ·
Dedeckere ·
Delépine ·
Demeyer ·
Fontaine ·
Godefroot ·
Guimard ·
Jacques ·
Maertens ·
Martens ·
Moneyron ·
Pollentier ·
Sanquer ·
Sersté (vanaf 02/05) ·
Van De Maele ·
Van der Slagmolen ·
Van De Vijver ·
Van Geebergen ·
Vanspringel ·
Verplancke ·
Verschaeve
David ·
De Bal ·
De Gendt ·
Delcroix ·
Godefroot ·
Govaerts ·
E. Gysemans ·
J. Gysemans ·
Jacobs ·
Laurens ·
Naegels ·
Opdebeeck ·
L. Peeters ·
W. Peeters ·
Pevenage ·
Renier ·
Schepmans ·
Stevens ·
Van Damme ·
Van De Vijver ·
Van der Stappen ·
Van Sweevelt ·
Verbeeck ·
Verstraeten ·
Vögele ·
Wright